# Colutorio
Un colutorio (del latín, colluere, lavar) es una forma farmacéutica tipo solución acuosa viscosa usada para el tratamiento tópico de afecciones bucales (estomatitis, gingivitis, piorreas, etc). Se aplican con pinceles o espátulas generalmente incorporadas en el tapón.
Un colutorio puede ser astringente, emoliente o calmante y antiséptico.
Se diferencia de un enjuague bucal y de un gargarismo solo por su viscosidad pues es más espeso al incorporar un gelificante para aumentar la adherencia a la mucosa bucal, además de edulcorantes no cariogénicos y agentes para mantener el pH neutral. Sin embargo, un colutorio más diluido puede servir también para hacer buches y usarlo igual que un gargarismo o enjuague bucal.
Se usan preparados comerciales o magistrales.